# Tee Set
Tee-Set was een Nederbietband uit Delft, die in de jaren zestig rhythm-and-blues en vanaf begin jaren zeventig popmuziek maakte. De belangrijkste hits van Tee Set zijn Ma belle amie uit 1969 en She Likes Weeds, een Nederlandse nummer 1-hit in december 1970. Componist Hans van Eijck was het muzikale brein.

## Geschiedenis

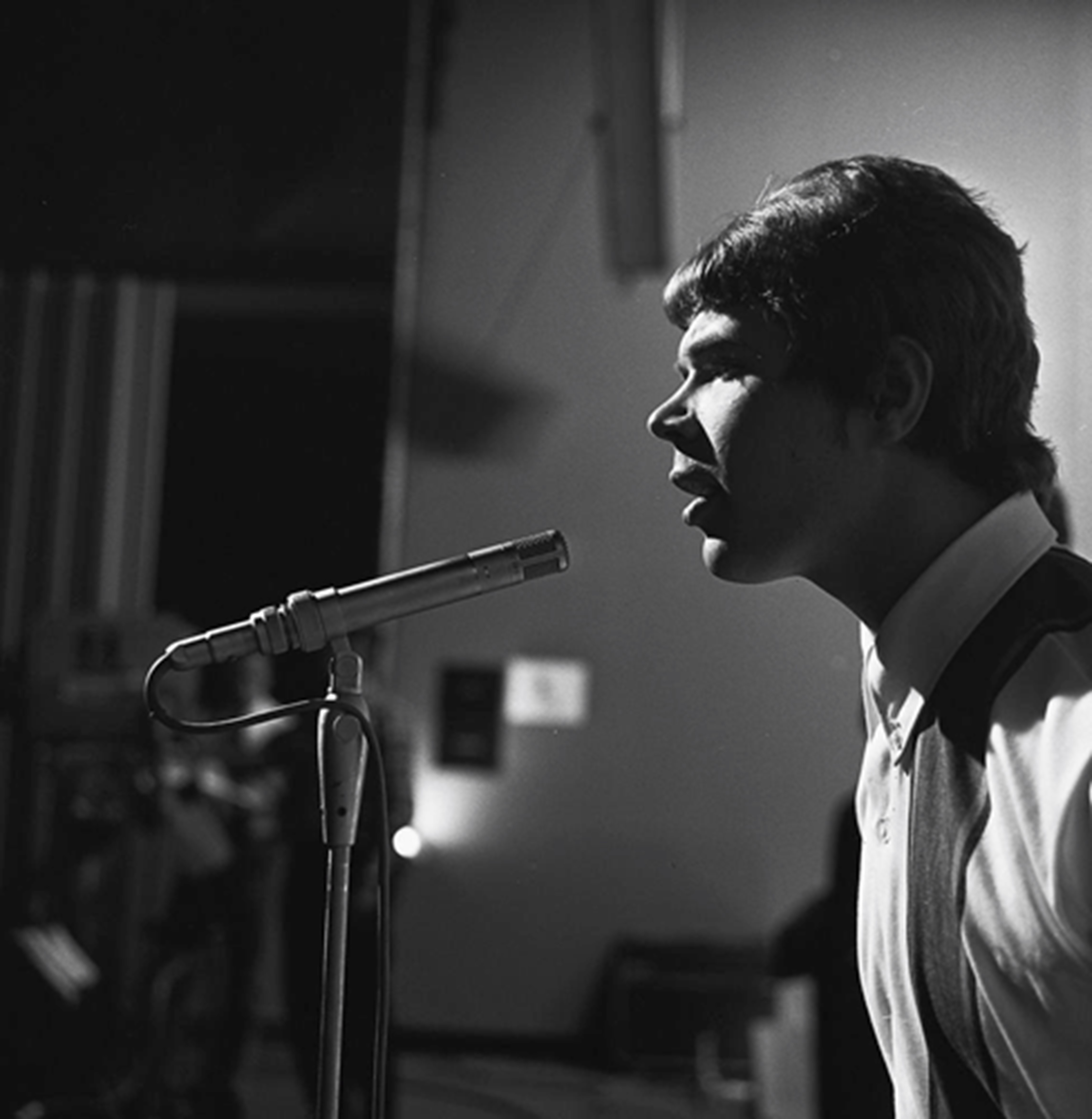
Peter Tetteroo (Tee Set in Fanclub, 1966)

De band werd in 1965 opgericht door Peter Tetteroo, Gerard Romeyn, Polle Eduard en Carry Janssen. Deze bezetting is te zien op de hoes van de eerste single Early in the Morning. Vervolgens voegt Robbie Plazier zich bij de groep als organist. Met Hans van Eijck als ondersteunende songwriter (hij levert vier nummers aan) wordt het eerste album Emotion opgenomen. Na het uitkomen van het eerste album wordt Plazier vervangen door Van Eijck als vast bandlid. Gerard Romeyn verlaat de band begin 1967 en treedt toe tot The Motions (als vervanger van Robbie van Leeuwen). Romeyn wordt vervangen door de Britse gitarist Ray Fenwick (Romeyn staat nog op de hoes van de single Don't You Leave, maar Fenwick is te zien in een clip van het nummer uit het popprogramma Moef Ga Ga).
Een tweespalt tussen zanger Tetteroo en manager Theo Kuppens enerzijds en de andere bandleden anderzijds leidt tot ruzies in de band. De inkomsten die Kuppens opstrijkt met de hit Don't You Leave (een oud bluesnummer dat door de manager onder eigen naam was geregistreerd) spelen hierbij een rol. Fenwick, Van Eijck en Eduard stappen op en formeren een nieuwe band After Tea. Carry Janssen is op dat moment al uit de groep gezet, zodat op de fotohoes van Now's the Time weer een viermansformatie prijkt. Tetteroo trekt drie nieuwe muzikanten uit de Amsterdamse groep James Mean aan om Tee Set voort te zetten: Franklin Madjid (bas), Joop Blom (drums) en Ferdi Karmelk (gitaar). Jan-Pieter Boekhoorn wordt de nieuwe toetsenist en daarmee is de Tee Set weer een kwintet. Het einde van James Mean is daarmee een feit, want zanger Michel van Dijk vindt emplooi bij Les Baroques. Door de Tee Set wordt een eigen platenmaatschappij Tee-Set Records opgericht (voor het eerst in de Nederlandse muziekgeschiedenis), om de rechten in eigen beheer te kunnen houden. Na enige tijd wordt Boekhoorn vervangen door Peter Seilberger.
Met de terugkeer van Hans van Eijck in 1969 wordt een fase ingezet waarin Tee Set langzaam transformeert naar een popgroep, die makkelijk in het gehoor liggende liedjes brengt. Op het personele gebied blijft het rommelen: Dihl Bennink (ook wel gespeld als Dill, broer van Leo Bennink uit de JayJays en The Motions) wordt de nieuwe gitarist en Herman van Boeyen is enige tijd de drummer als opvolger van Blom.
De grootste hit uit de geschiedenis van de band wordt in 1969 uitgebracht: Ma belle amie. In het voorjaar van 1970 stijgt het nummer tot de vijfde plaats op de Amerikaanse hitlijst. Bennink wordt vervangen door Ferry Lever (ook uit After Tea). Op de LP The Morning of My Days is het enige nummer te vinden dat op nummer een in de hitparade terechtkomt: She Likes Weeds. Inmiddels is Max Spangenberg de nieuwe drummer. Het nummer wordt echter in de Verenigde Staten geboycot, omdat het zou refereren aan drugsgebruik. De titel slaat volgens tekstdichter Peter Tetteroo echter op onkruid en is afgeleid van een dialoog uit de film Funeral in Berlin (1966). Tetteroo vertelde destijds per abuis in diverse interviews dat de dialoog afkomstig was uit The IPCRESS File (1965), maar dat is de voorloper van deze film.
Tussen 1970 en 1975 heeft Tee Set een vaste bezetting. In 1975 wordt Lever vervangen door Polle Eduard, maar hits heeft de band niet meer. In 1979 is er nog een hit met het nummer Linda Linda, maar daarna is het vier jaar stil rondom de groep en gaan de bandleden ieder hun eigen weg.
Vanaf 1983 treedt Tee Set weer enkele jaren op, met Peter Tetteroo en verder een wisselende bezetting. Hits komen er niet meer, maar de band speelt in die tijd regelmatig op festivals. Tetteroo overlijdt op 9 september 2002 op 55-jarige leeftijd.
In 2012 bracht het label Pseudonym de dubbel-cd She Likes Weeds - Collected uit met 47 geremasterde tracks uit hun gehele oeuvre, waaronder nieuwe stereomixen.
In december 2014 brengt dat label de 4CDBox Mythology uit. Daarop staan 99 tracks met onder andere solo- en andere, vaak eenmalige, muzikale uitstapjes.

## Bezetting
- Peter Tetteroo - zang (1965-2002)

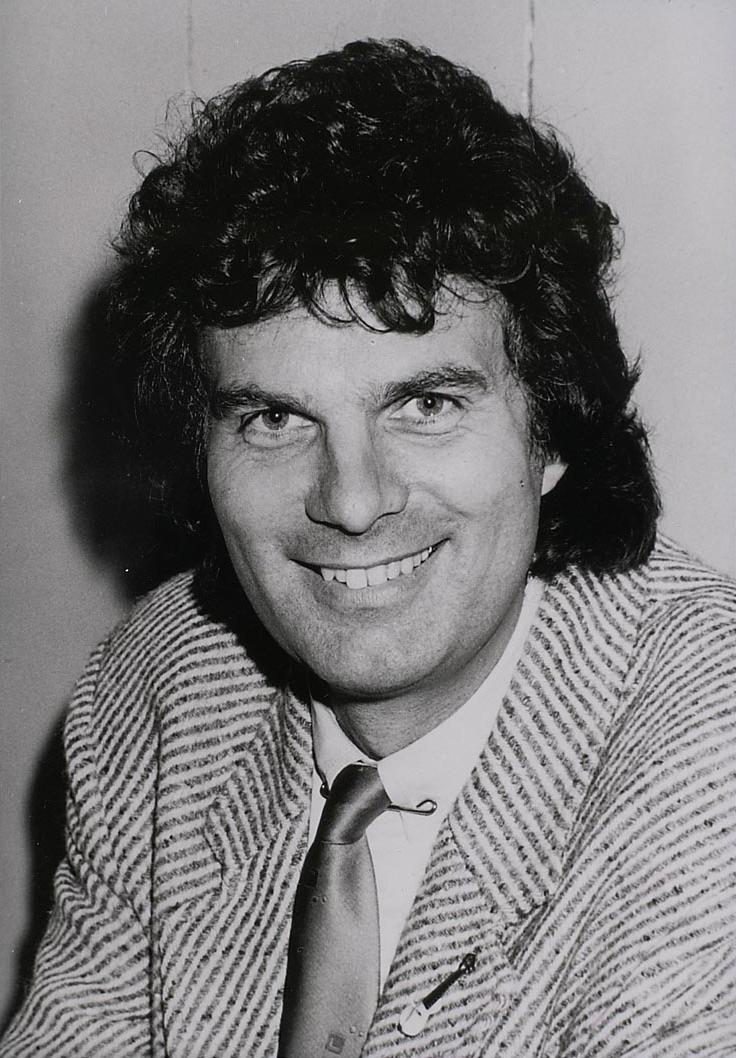
Hans van Eijck

- Polle Eduard - bas, gitaar (1965-1967)
- Gerard Romeyn - gitaar, bas (1965-1967)
- Carry Janssen - drums (1965-1967)
- Robbie Plazier - orgel (1966)
- Hans van Eijck - componist, toetsinstrumenten (1966-1967 en 1969-1975)
- Ray Fenwick - gitaar (1967)
- Ferdi Karmelk - gitaar
- Dihl Bennink - gitaar, banjo, mondharmonica, zang (1967-1970)
- Franklin Madjid - basgitaar, zang
- Joop Blom - drums (1967-1970)
- Jan-Pieter Boekhoorn-  orgel (1967-1968)
- Peter Seilberger - orgel (1968-1969)
- Herman van Boeijen - drums (1970-1970)
- Ferry Lever - gitaar (1971-1980)
- Max Spangenberg - drums (1970-1980)

## Singles
- 1966	-	Early in the Morning / Nothing Can Ever Change This Love	-	7"-single	-	DELTA	-	DS 1194
- 1966	-	Believe What I Say / Don't Mess with Cupid	-	7"-single	-	DELTA	-	DS 1204
- 1966	-	Don't You Leave / Just Another Hour	-	7"-single	-	DELTA	-	DS 1218
- 1967	-	Don't You Leave / Long Ago	-	7"-single	-	DELTA	-	DS 1224
- 1967	-	Please Call Me / So I Came Back to You	-	7"-single	-	DELTA	-	DS 1233
- 1967	-	Now's the Time / Bring a Little Sunshine	-	7"-single	-	TEE SET	-	TS 1252
- 1967	-	What Can I Do / Colours of the Rainbow	-	7"-single	-	TEE SET	-	TS 1259
- 1967	-	Tea Is Famous / Since I Lost Your Love	-	7"-single	-	TEE SET	-	TS 1266
- 1968	-	Life's but Nothing / Join the Tea-Set	-	7"-single	-	TEE SET	-	TS 1275
- 1968	-	This Rose in My Hand / Sittin' on the Highest Mountain	-	7"-single	-	TEE SET	-	TS 1289
- 1969	-	Mr. Music Man / Good Old John	-	7"-single	-	TEE SET	-	TS 1310
- 1969	-	Ma belle amie / The Angel's Coming (In The Holy Night)	-	7"-single	-	TEE SET	-	TS 1329
- 1969	-	Mi belle amigo / No Quiero Saber	-	7"-single	-	HISPAVOX	-	H 562
- 1970	-	If You Do Believe in Love / Here in My House	-	7"-single	-	TEE SET	-	TS 1369
- 1970	-	If You Do Believe in Love / Charmaine	-	7"-single	-	COLOSSUS	-	C 114
- 1970	-	Finally in Love Again / Charmaine	-	7"-single	-	TEE SET	-	TS 1370
- 1970	-	She Likes Weeds / A Country Ride	-	7"-single	-	NEGRAM	-	NG 201
- 1970	-	Mr. Music Man / She Likes Weeds	-	7"-single	-	HANSA	-	14 734 AT
- 1971	-	In Your Eyes (I Can See The Lies) / You Keep Me Rockin' (Honey)	-	7"-single	-	NEGRAM	-	NG 235
- 1971	-	Little Lady / I Believe in You	-	7"-single	-	NEGRAM	-	NG 240
- 1971	-	A Sunny Day in Greece / So Long My Love	-	7"-single	-	NEGRAM	-	NG 261
- 1972	-	Shotguns / Horizon	-	7"-single	-	NEGRAM	-	NG 279
- 1972	-	Mary, Mary (Take Me 'cross The Water) / In the Morning of My Days	-	7"-single	-	NEGRAM	-	NG 290
- 1972	-	Long Ago / She Likes Weeds + Ma belle amie	-	7"-ep	-	NEGRAM	-	NG 291
- 1973	-	There Goes Johnny (With My Lady) / But I Love It	-	7"-single	-	NEGRAM	-	NG 314
- 1973	-	You Bringing Me Down / Out of My Mind	-	7"-single	-	NEGRAM	-	NG 375
- 1974	-	The Bandstand / Angely	-	7"-single	-	NEGRAM	-	NG 446
- 1975	-	Do It Baby / Fill the World with Joy	-	7"-single	-	NEGRAM	-	NG 2040
- 1976	-	Baby Let Your Hair Grow Long / Much Too Soon	-	7"-single	-	NEGRAM	-	NG 2081
- 1977	-	I'll Be Lost Without Your Lovin' / Wait	-	7"-single	-	NEGRAM	-	NG 2238
- 1978	-	Ma belle amie / She Likes Weeds	-	7"-single	-	NEGRAM	-	5C 006 25933
- 1978	-	Linda Linda / Get It Now	-	7"-single	-	MERCURY	-	6013 525
- 1980	-	T.V. Boy / Oliver's Organ	-	7"-single	-	MERCURY	-	6013 555
- 1983	-	A Tribute to the Spencer Davis Group / B-Side Boogie	-	7"-single	-	MERCURY	-	812 087 7
- 1983	-	Rollerskater / Rolling Wheels	-	7"-single	-	MERCURY	-	812 958 7
- 1988	-	Hot Nights / Sweet Mary Lou	-	cd-single	-	CORDUROY	-	CS 691

## Albums
- 1966	-	Emotion	-	12"-lp	-	DELTA	-	DL 512
- 1967	-	Tee Set Songbook	-	12"-lp	-	TEENBEAT	-	APLP 103
- 1968	-	Join the Tea-Set	-	12"-lp	-	TEE SET	-	TELP 023 S
- 1969	-	Tee Set Forever	-	12"-lp	-	TEE SET	-	HJT 149 S
- 1970	-	Ma belle amie (10 Tracks)	-	12"-lp	-	TEE SET	-	DL 547
- 1970	-	Ma belle amie (12 Tracks)	-	12"-lp	-	TEE SET	-	DL 550
- 1970	-	Ma belle amie (US Version)	-	12"-lp	-	COLOSSUS	-	CS 1001
- 1970	-	In the Morning of My Days	-	12"-lp	-	NEGRAM	-	NQ 20 002
- 1971	-	T-Five T-Set	-	12"-lp	-	NEGRAM	-	ELS 921
- 1972	-	Non Perishable	-	12"-lp	-	NEGRAM	-	NQ 20 079
- 1973	-	Tee Set Toppers	-	12"-lp	-	NEGRAM	-	ELS 973
- 1975	-	Do It Baby	-	12"-lp	-	NEGRAM	-	NR 118
- 1976	-	14 gouwe ouwe	-	12"-lp	-	NEGRAM	-	NAF 323
- 1979	-	Golden Greats of the Tee Set	-	12"-lp	-	NEGRAM	-	5N 028 26151
- 1988	-	Hot Nights	-	cd	-	CORDUROY	-	CCD 2411
- 1988	-	The Hit Collection	-	cd	-	EMI	-	790 855 2
- 1992	-	Timeless	-	cd	-	QUALITY	-	Q CD 92117
- 1993	-	The Tee Set Golden Classics	-	cd	-	COLOSSUS	-	CD 0548
- 1994	-	The Best of	-	cd	-	RED BULLET	-	RB 66 83
- 1994	-	Emotion (+12)	-	cd	-	RPM	-	RPM 134
- 1997	-	Tee Set 24 Carat	-	cd	-	ANGEL AIR	-	SJPCD 014
- 2011    -   She Likes Weeds - Collected  -   dubbel-cd   -   Pseudonym - CDP 1099 D
- 2014    -   Mythology  - 4-cd box    -  Pseudonym - CDP 1122
- 2015    -   Singles A & B Sides  -   dubbel-cd   -   Universal Media Studios  -  474 616-3

### NPO Radio 2 Top 2000
| Nummers met noteringen in de NPO Radio 2 Top 2000 | '99  | '00  | '01  | '02  | '03  | '04 | '05  | '06  | '07 | '08  | '09  | '10  |
| ------------------------------------------------- | ---- | ---- | ---- | ---- | ---- | --- | ---- | ---- | --- | ---- | ---- | ---- |
| Ma Belle Amie                                     | 1948 | 1567 | 1820 | 1941 | 1799 | 674 | 1950 | 1331 | -   | 1678 | 1378 | 1772 |
| She likes weeds                                   | 1582 | 1689 | -    | 1643 | 1524 | 685 | 1995 | 1252 | -   | 1647 | 1308 | 1555 |

1. ↑  Een '-' betekent dat het nummer niet was genoteerd en een vetgedrukt getal geeft de hoogste notering van een nummer aan.
2. ↑  Deze tabel is bijgewerkt tot en met de laatste editie (2024).